# Bettviller
Ne doit pas être confondu avec Bettwiller dans le Bas-Rhin
Bettviller [bɛtvilɛʁ] est une commune française située dans le département de la Moselle, en Lorraine, dans la région administrative Grand Est. Le village fait partie du pays de Bitche  et du bassin de vie de la Moselle-Est.

## Géographie

### Localisation
La commune est à 16,2 km de Bitche et 5,4 de Rohrbach-lès-Bitche.

### Écarts et lieux-dits
- Guising,
- Hoelling,
- Petit Moulin,
- Ferme de Mehling.

### Géologie et relief
Avec ses annexes de Guising, Hoelling, le Petit Moulin et la ferme de Mehling, le village de Bettviller s’étend en pays découvert, dans la vallée de la Bickenalb, au nord de Rohrbach-lès-Bitche.
Système d’information pour la gestion des eaux souterraines du bassin Rhin-Meuse : Carte géologique.

### Sismicité
Commune située dans une zone de sismicité 2 faible.

### Hydrographie et les eaux souterraines
La commune est située dans le bassin versant du Rhin au sein du bassin Rhin-Meuse. Elle est drainée par le Schwalbach, le ruisseau Bickenalbe, le ruisseau de la Dorfwiese, le ruisseau de la Muenchwiese, le ruisseau de Marxbach et le ruisseau le Bierbach,.
Le Schwalbach, d'une longueur totale de 23,4 km en France, prend sa source dans la commune de Lemberg traverse onze communes françaises puis, au-delà de Schweyen, poursuit son cours en Allemagne où elle se jette dans la Horn.
Le ruisseau Bickenalbe, d'une longueur totale de 10,3 km en France, prend sa source dans la commune de Petit-Réderching traverse quatre communes françaises puis, au-delà d'Erching, poursuit son cours en Allemagne où elle se jette dans la Horn.

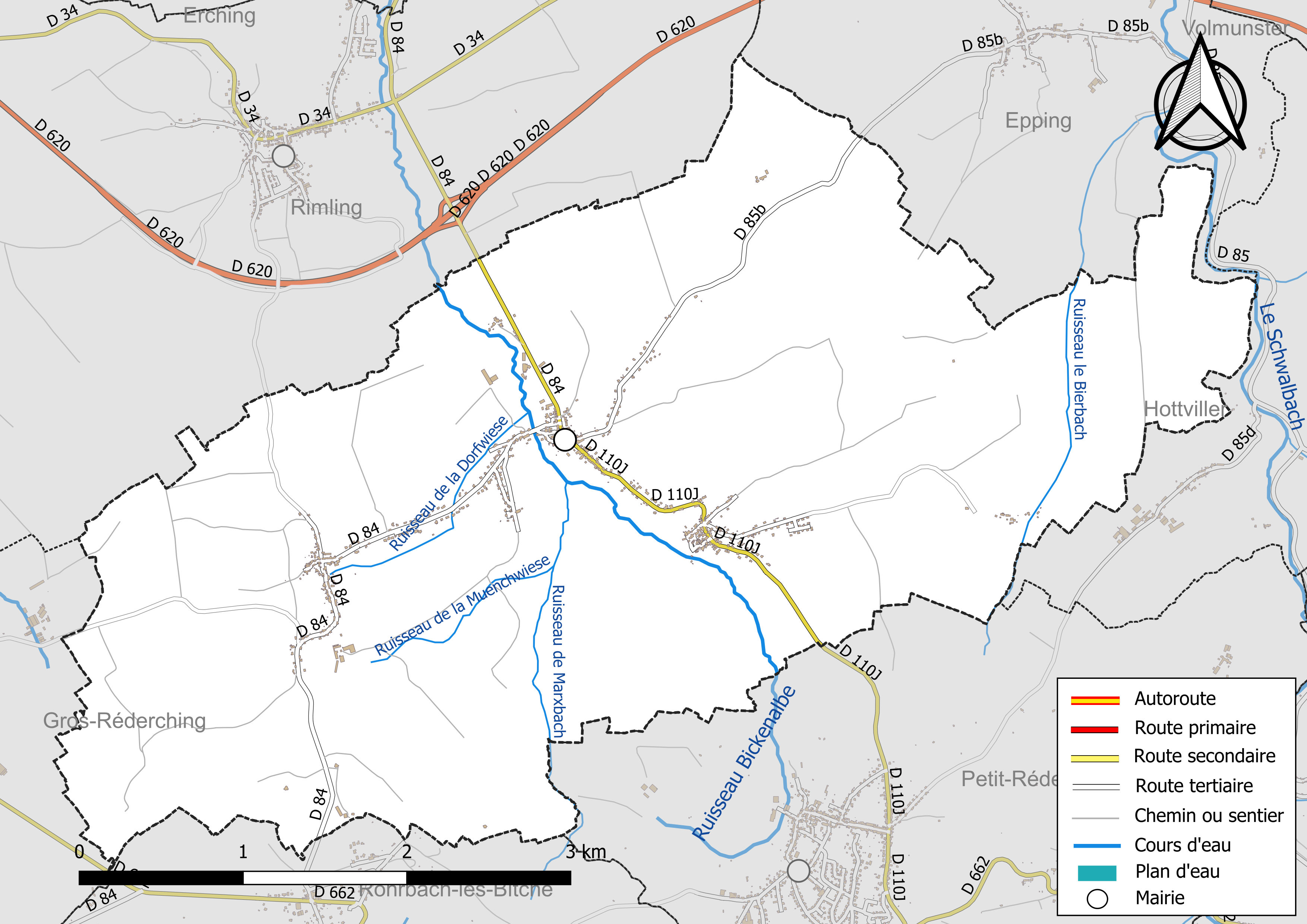
Réseaux hydrographique et routier de Bettviller.

La qualité des eaux des principaux cours d’eau de la commune, notamment du Schwalbach et du ruisseau Bickenalbe, peut être consultée sur un site dédié géré par les agences de l’eau et l’Agence française pour la biodiversité.

### Climat
Pour des articles plus généraux, voir Climat du Grand Est et Climat de la Moselle.
En 2010, le climat de la commune est de type climat des marges montargnardes, selon une étude du Centre national de la recherche scientifique s'appuyant sur une série de données couvrant la période 1971-2000. En 2020, Météo-France publie une typologie des climats de la France métropolitaine dans laquelle la commune est exposée à un climat semi-continental et est dans la région climatique  Vosges, caractérisée par une pluviométrie très élevée (1 500 à 2 000 mm/an) en toutes saisons et un hiver rude (moins de 1 °C). 
Pour la période 1971-2000, la température annuelle moyenne est de 9,6 °C, avec une amplitude thermique annuelle de 17 °C. Le cumul annuel moyen de précipitations est de 850 mm, avec 10 jours de précipitations en janvier et 10,3 jours en juillet. Pour la période 1991-2020, la température moyenne annuelle observée sur la station météorologique de Météo-France la plus proche, « Volmunster », sur la commune de Volmunster à 7 km à vol d'oiseau, est de 10,2 °C et le cumul annuel moyen de précipitations est de 760,1 mm. 
La température maximale relevée sur cette station est de 37,6 °C, atteinte le 25 juillet 2019 ; la température minimale est de −18,6 °C, atteinte le 24 décembre 2001,,. 
Les paramètres climatiques de la commune ont été estimés pour le milieu du siècle (2041-2070) selon différents scénarios d'émission de gaz à effet de serre à partir des nouvelles projections climatiques de référence DRIAS-2020. Ils sont consultables sur un site dédié publié par Météo-France en novembre 2022.

## Urbanisme

### Typologie
Au 1er janvier 2024, Bettviller est catégorisée commune rurale à habitat dispersé, selon la nouvelle grille communale de densité à sept niveaux définie par l'Insee en 2022.
Elle est située hors unité urbaine. Par ailleurs la commune fait partie de l'aire d'attraction de Sarreguemines (partie française), dont elle est une commune de la couronne,. Cette aire, qui regroupe 48 communes, est catégorisée dans les aires de 50 000 à moins de 200 000 habitants,.

### Occupation des sols
L'occupation des sols de la commune, telle qu'elle ressort de la base de données européenne d’occupation biophysique des sols Corine Land Cover (CLC), est marquée par l'importance des territoires agricoles (90,5 % en 2018), en diminution par rapport à 1990 (91,6 %). La répartition détaillée en 2018 est la suivante : 
prairies (46,3 %), terres arables (42,5 %), zones urbanisées (5,6 %), forêts (3,9 %), zones agricoles hétérogènes (1,7 %). L'évolution de l’occupation des sols de la commune et de ses infrastructures peut être observée sur les différentes représentations cartographiques du territoire : la carte de Cassini (XVIIIe siècle), la carte d'état-major (1820-1866) et les cartes ou photos aériennes de l'IGN pour la période actuelle (1950 à aujourd'hui).

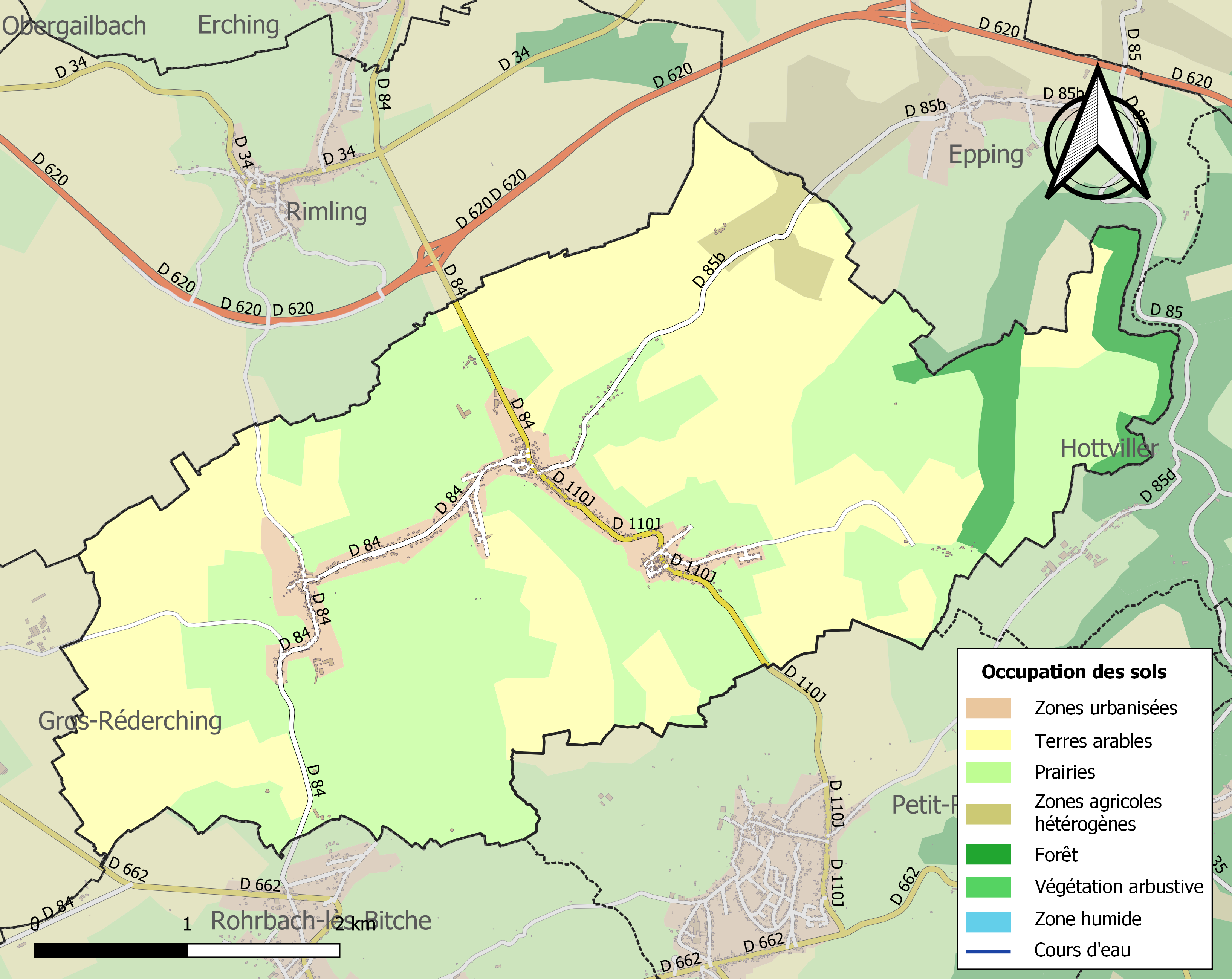
Carte des infrastructures et de l'occupation des sols de la commune en 2018 (CLC).

Commune bénéficiant du plan local d'urbanisme intercommunal du Pays de Bitche dont la dernière procédure a été approuvée le 19 décembre 2019.

## Toponymie
- Bettviller : Bedebur (1150), Bedebronn (1496), Betweiler (1544), Bedweiller (1594), Bettweiller (1601), Betteviler (1606), Betteviller (1771)[24], Betheveiller (1793), Bethweiller (1801)[25], Bettwiller[26] (XIXe siècle). En francique lorrain : Bettwiller[27], en allemand : Bettweiler (1871-1918).
- Mehling : Mehling (1751), Mehlingen Hof (1755), Melling (1771), Mellingenhof (carte de l'état-major)[24].

### Voies de communications et transports

#### Voies routières
- D110 vers Petit Réderching[28].
- D84 vers Gros Réderching.

#### Transports en commun
- Fluo Grand Est.

##### SNCF
- Gare de Tieffenbach-Struth,
- Gare de Diemeringen,
- Gare de Voellerdingen,
- Gare de Sarre-Union,
- Gare de Schopperten.

## Histoire
La présence d'une douzaine de sites gallo-romains et d'une nécropole mérovingienne sur le plateau dominant Guising témoignent de l'ancienneté de la localité.
Mentionné sous les formes Bedebur en 1157 et Bedeviller en 1496 (l’oratoire), le village actuel aurait été construit au XVIe siècle. Ancienne paroisse de l'archiprêtré de Hornbach, passée dans celui de Rohrbach en 1802, l'église Saint-Martin, dont le patronage revenait au duc de Deux-Ponts, est l'église-mère de Rimling jusqu'en 1702, de Petit-Réderching jusqu'en 1804, et l'est toujours de Guising et de Hoelling. Il existait également un village nommé Mehlingen (alias Mehling), il n'en reste plus qu'une ferme qui est une annexe de la commune.
En dépit des bombardements de 1940 et 1945, le village possède encore un patrimoine abondant, même si l'église, reconstruite en 1732 et 1770, est restaurée complètement en 1954 : des monuments funéraires provenant de l'ancien cimetière, de nombreuses croix de chemin, plusieurs moulins tournant sur la Bickenalb, quelques fermes anciennes.
L'existence de bancs de grès sur le territoire communal, essentiellement calcaire, explique la présence de plusieurs familles de tailleurs de pierre qui se sont succédé depuis le XVIIIe siècle : les Burtscher, les Schaller, les Berger et les Demmerle.

### Intercommunalité
Commune membre de la Communauté de communes du Pays de Bitche.

## Politique et administration
| Période                                  | Période   | Identité               | Étiquette | Qualité |
| ---------------------------------------- | --------- | ---------------------- | --------- | ------- |
| Les données manquantes sont à compléter. |           |                        |           |         |
| mars 1981                                | mars 1995 | Jean-Jacques Schindler |           |         |
| mars 1995                                | mars 2001 | Sylvain Beck           |           |         |
| mars 2001                                | ?         | Jean-Claude Picard     |           |         |
| mars 2001                                | En cours  | Stéphan Muller         |           |         |

### Budget et fiscalité 2021
En 2021, le budget de la commune était constitué ainsi :
- total des produits de fonctionnement : 532 000 €, soit 630 € par habitant ;
- total des charges de fonctionnement : 415 000 €, soit 492 € par habitant ;
- total des ressources d'investissement : 820 000 €, soit 971 € par habitant ;
- total des emplois d'investissement : 942 000 €, soit 1 117 € par habitant ;
- endettement : 32 000 €, soit 37 € par habitant.

Avec les taux de fiscalité suivants :
- taxe d'habitation : 14,08 % ;
- taxe foncière sur les propriétés bâties : 29,49 % ;
- taxe foncière sur les propriétés non bâties : 62,09 % ;
- taxe additionnelle à la taxe foncière sur les propriétés non bâties : 0,00 % ;
- cotisation foncière des entreprises : 0,00 %.

Chiffres clés Revenus et pauvreté des ménages en 2019 : médiane en 2019 du revenu disponible, par unité de consommation : 23 900 €.

## Population et société

### Démographie

#### Évolution démographique
L'évolution du nombre d'habitants est connue à travers les recensements de la population effectués dans la commune depuis 1793. Pour les communes de moins de 10 000 habitants, une enquête de recensement portant sur toute la population est réalisée tous les cinq ans, les populations de référence des années intermédiaires étant quant à elles estimées par interpolation ou extrapolation. Pour la commune, le premier recensement exhaustif entrant dans le cadre du nouveau dispositif a été réalisé en 2005.

En 2022, la commune comptait 819 habitants, en évolution de −2,5 % par rapport à 2016 (Moselle : +0,52 %, France hors Mayotte : +2,11 %).
| 1793 | 1800 | 1806 | 1821  | 1836  | 1841  | 1861  | 1866  | 1871  |
| ---- | ---- | ---- | ----- | ----- | ----- | ----- | ----- | ----- |
| 378  | 314  | 417  | 1 230 | 1 110 | 1 086 | 1 055 | 1 072 | 1 056 |

| 1875  | 1880 | 1885 | 1890 | 1895 | 1900 | 1905 | 1910 | 1921 |
| ----- | ---- | ---- | ---- | ---- | ---- | ---- | ---- | ---- |
| 1 035 | 980  | 936  | 935  | 932  | 939  | 951  | 968  | 972  |

| 1926 | 1931 | 1936 | 1946 | 1954 | 1962 | 1968 | 1975 | 1982 |
| ---- | ---- | ---- | ---- | ---- | ---- | ---- | ---- | ---- |
| 960  | 963  | 946  | 868  | 809  | 814  | 826  | 752  | 729  |

| 1990 | 1999 | 2005 | 2006 | 2010 | 2015 | 2020 | 2022 | - |
| ---- | ---- | ---- | ---- | ---- | ---- | ---- | ---- | - |
| 697  | 743  | 812  | 841  | 835  | 838  | 820  | 819  | - |

### Enseignement
Établissements d'enseignements : 
- Écoles maternelle et primaire,
- Collèges à Rohrbach-lès-Bitche, Bitche, Lemberg, Sarreguemines, Diemeringen,
- Lycées à Bitche, Sarreguemines.

### Santé
Professionnels et établissements de santé :
- Médecins à Rohrbach-lès-Bitche, Petit-Réderching, Gros-Réderching, Volmunster,
- Pharmacies à Rohrbach-lès-Bitche, Volmunster, Montbronn, Bitche,
- Hôpitaux à Bitche, Sarreguemines.

### Cultes
- Culte catholique, Communauté de Paroisses Saint-Jean-Marie-Vianney de Volmunster-Sud[37], Diocèse de Metz.

## Économie

### Entreprises et commerces

#### Agriculture
- Élevage de vaches laitières,
- Culture et élevage associés.

#### Tourisme
- Restauration.
- Maison d'hôtes à Petit Réderching.
- Gites ruraux à Bining.
- Hôtels restaurants à Bitche.

#### Commerces et services
- Commerces et services de proximité à Soucht, Rohrbach-lès-Bitche, Bitche[38].

## Culture locale et patrimoine

### Lieux et monuments

#### Édifices civils
- Au croisement de l'ancienne voie, appelée Königstrasse, et de la route qui relie Bettviller à Urbach, la croix dite Schallerskreutz[29], datée de 1770, domine le vallon de Kahlenbrunn où se trouve la carrière, qui a fourni jusque vers 1930 le grès de nombreuses croix des villages environnants. La belle inscription, gravée en capitales, qui se termine par le nom du sculpteur, Jacob Schaller, est interrompue par une représentation naïve de la Vierge des douleurs.
- Le cimetière, encore en place autour de l'église jusqu'en 1985, avait conservé de nombreuses tombes des XVIIIe et XIXe siècles. À la suite de l'aménagement des abords de l'édifice et de la construction d'une morgue, une douzaine de monuments ont été regroupés au nord de l'église, le long du mur de clôture. Datant du milieu du XVIIIe siècle, les monuments de Catharina Behr[39] et de Peter Hartman, décédé en 1741, sont l'œuvre d'un même sculpteur. Sculptées dans le grès, ces stèles sont décorées en bas-relief d'une croix latine aux extrémités trilobées ornées de grosses fleurs, qui sont peut-être un rappel aux cinq plaies du Christ, tandis que la partie inférieure est réservée aux représentations macabres (crâne et tibias croisés). Le monument de Joseph Schuster[40], mort en 1824, mutilé par un éclat d'obus, rompt avec la sobriété des précédents par son élévation en forme de violon, soulignée par un décor rocaille et sa sculpture plus abondante et plus élégante : chérubins dans une nuée rayonnante, sablier, cierge brisé et saule pleureur. Ces thèmes, qui expriment la fuite du temps, l'interruption de la vie et le fait que la nature s'est mise à l'unisson de la douleur des vivants, se retrouvent tout au long du XIXe siècle dans l'Est de la Moselle. À l'imitation de la nature, le tombeau de la famille Demmerlé, une famille de sculpteurs funéraires installés dans le village, a été élevé en 1885. Représentant un amoncellement de pierres, selon une habitude répandue à l'époque à travers toute la Lorraine, le monument est creusé à la face d'une niche abritant la statue de Notre-Dame de Lourdes. Son intérêt particulier réside dans la longue inscription allemande en lettres gothiques gravée sur chacune des pierres simulées, à la face et au revers, insistant aussi sur la fragilité de la vie et la fuite du temps, ainsi que glorifiant le travail du sculpteur.
- En aval du village, le moulin haut, ou Neumühle[41], est un des nombreux moulins qui ont tourné le long de la Bickenalb. Il a conservé ses bâtiments du début du XIXe siècle. Le logis, daté 1823, se rattache à l'habitat bourgeois avec sa façade ordonnancée et son toit brisé à croupes couvert de tuiles plates en écaille, même si la hauteur un peu excessive du brisis alourdit l'allure générale. En contrebas subsiste le bâtiment des machines, l'ensemble s'élevant au milieu des saules et des tilleuls.
- Fontaine.
- Château à Guising. Propriété de François-Joseph Durand, procureur et notaire royal à Bitche, beau-frère de Newinger, futur général de la Révolution. Le château a sans doute été construit dans la deuxième moitié XVIIIe siècle. La porte piétonne du corps en retour d'équerre à gauche porte la date 1802[42].
- Bunker, rue du moulin.
- Ouvrage de Rohrbach, appelé aussi fort Casso en hommage au général Casso (1912-2002). C'est un ouvrage fortifié de la ligne Maginot, situé sur la limite entre les communes de Bettviller et de Rohrbach-lès-Bitche.

#### Édifices religieux

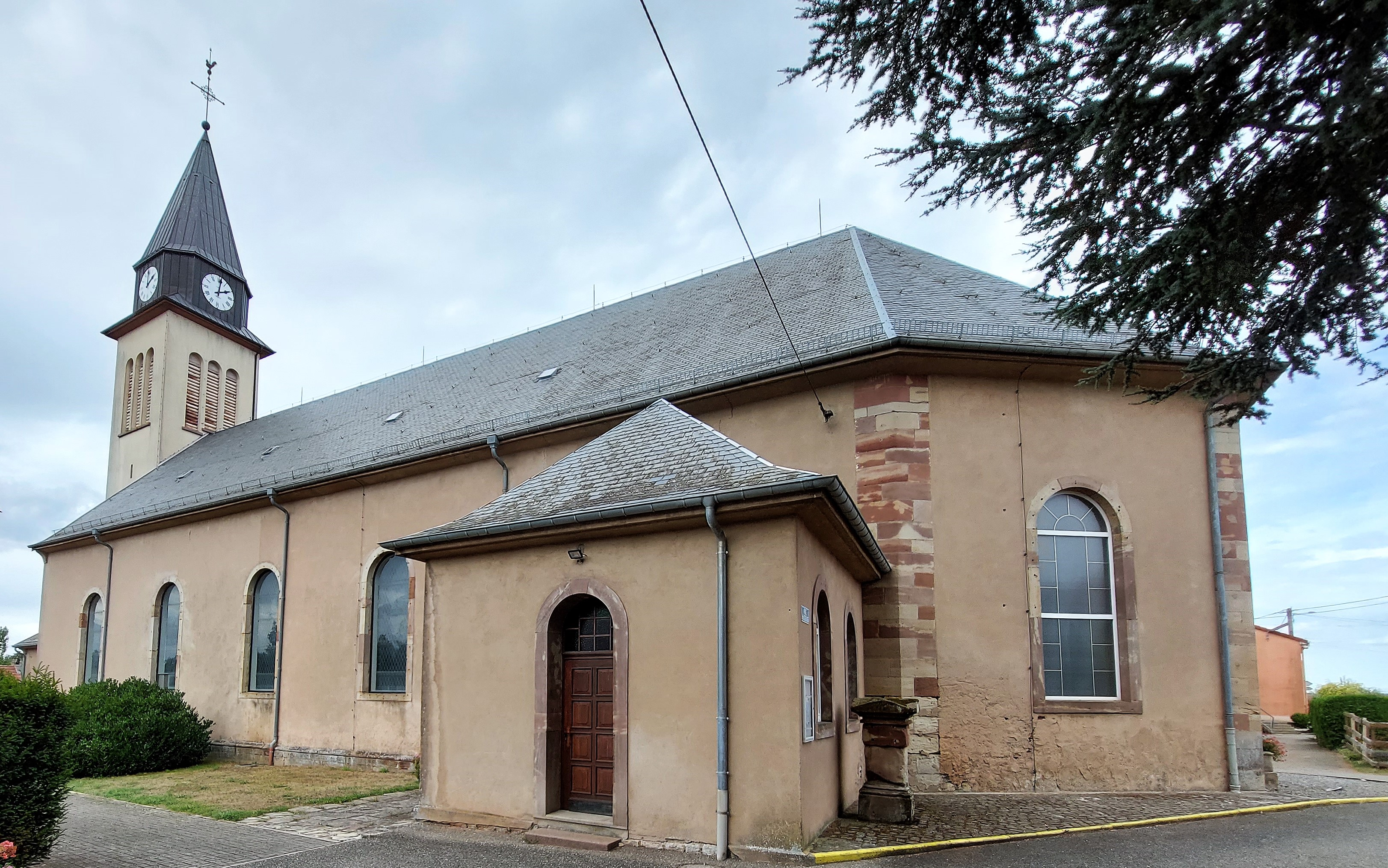
Église Saint-Martin.
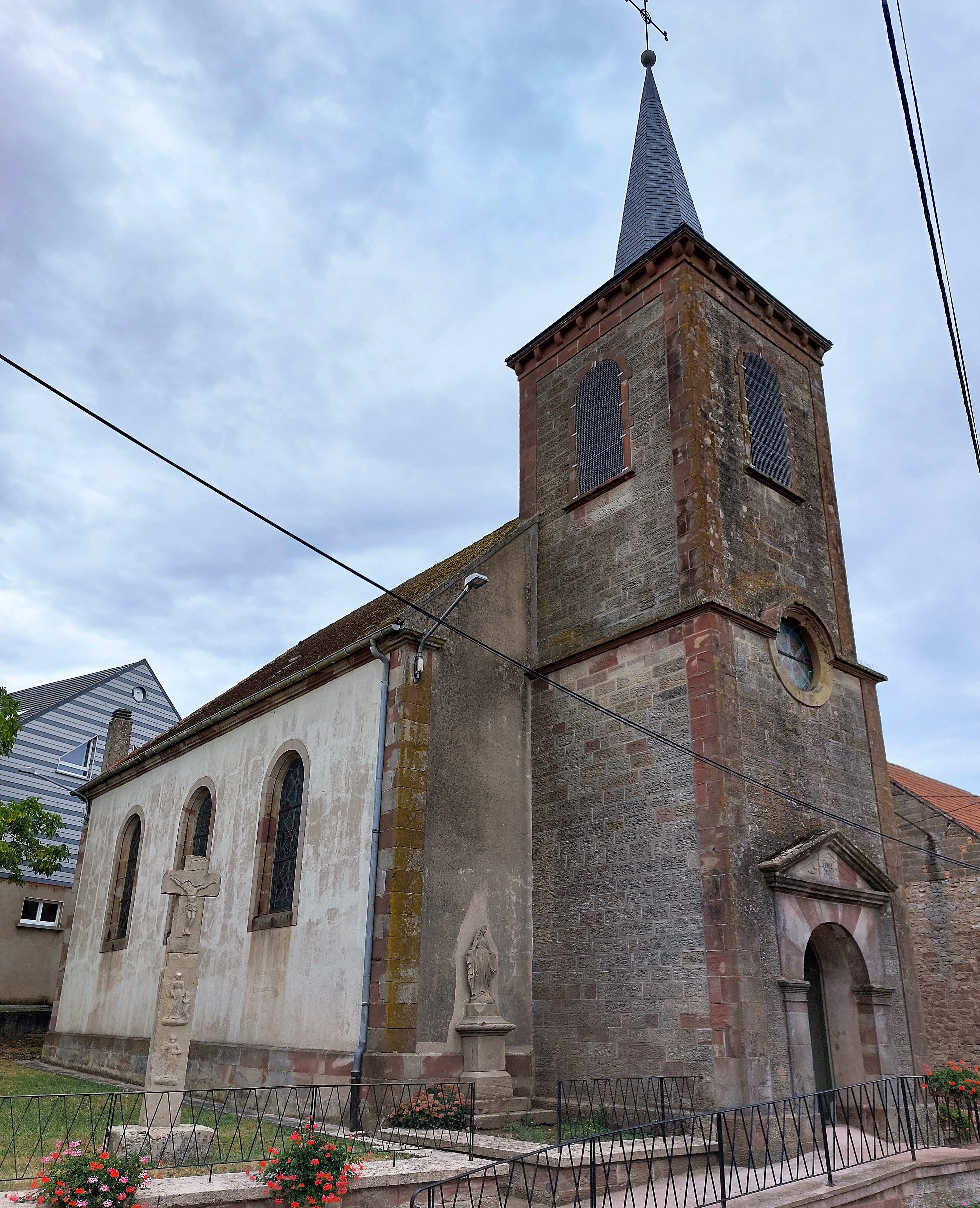
chapelle Notre-Dame de Pitié.
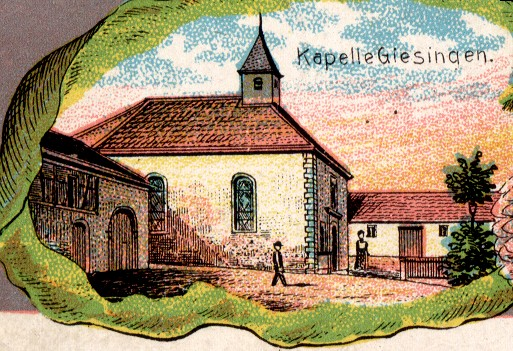
Chapelle de la Nativité-de-la-Vierge de Guising.
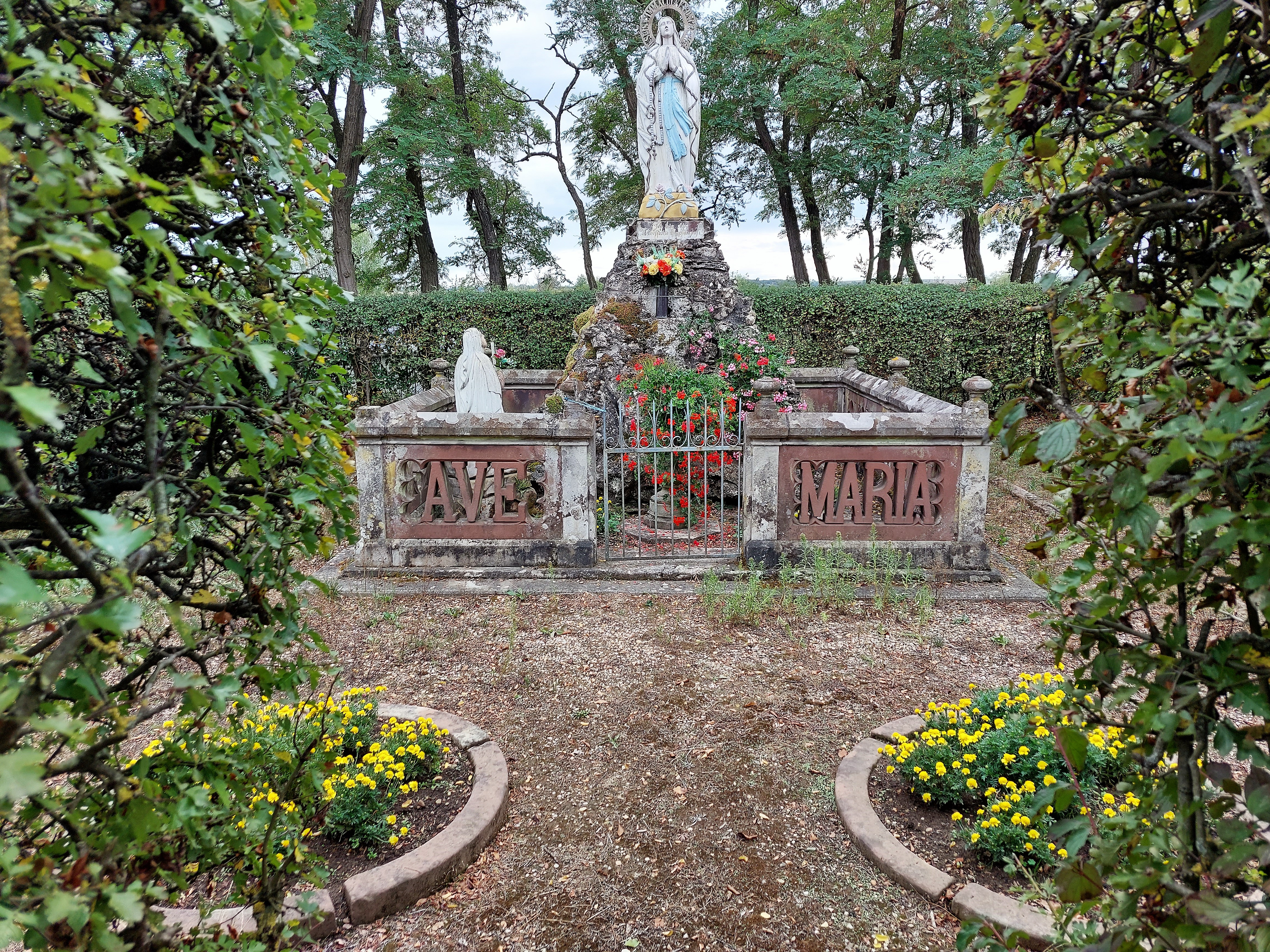
Monument de l'Immaculée Conception.

- L'église Saint-Martin, reconstruite en 1832, en remplacement d'une église dont le chœur avait été construit en 1770 aux frais du curé Théodore Mexal (date portée par son inscription funéraire). Tour clocher en façade reconstruite en 1903. Très endommagée en 1940 et 1945, restaurée en 1954, avec reconstruction de la tour clocher[43].

L’orgue actuel (électropneumatique) a été installé par le facteur Willy Meurer,.
- Chapelle Notre-Dame-de-Pitié à Hoelling[46], construite en 1750, date portée ; tour clocher construite en 1904, date portée, en remplacement d'un campanile
- Chapelle de la-Nativité-de la-Vierge à Guising[47]. Chapelle reconstruite début 1er quart XXe siècle. Remplaçant un oratoire construit en 1776 aux frais du sieur Durand, notaire royal à Bitche et propriétaire à Guising, qui avait été élevé tout à côté d'une croix devant laquelle les habitants s'assemblaient presque journellement, et cela dans le but de les mettre à l'abri des intempéries.
- Grotte de Lourdes. Bettviller annexe de Hoelling. Un monument de l'Immaculée Conception avec la statue de Sainte-Bernadette érigée en 1898 par la famille Demmerlé[48],[49].
- Monument aux morts[50] : Conflits commémorés : Guerres 1914-1918-1939-1945.
- Bildstock du XVIe siècle[51] à Bettviller-Hoelling, Grand Rue ; il se compose d'un fût cylindrique et d'une niche dans laquelle se trouve une pietà.

### Personnalités liées à la commune
- Jacques Hessemann (1844 - apr.1918) est un homme politique lorrain. Il fut député allemand au Landtag d'Alsace-Lorraine de 1911 à 1918.
- Arthur Heid, député sous la Troisième République.

## Pour approfondir